# 生駒啓三
生駒 啓三（いこま けいぞう、1921年（大正10年）8月11日 - 1994年（平成6年）1月3日）は、昭和から平成時代の政治家。和歌山県田辺市長。

## 経歴
和歌山県出身。和歌山県立熊野林業学校卒業。
和歌山県総務部長、1983年（昭和58年）和歌山県議会議員を経て、1986年（昭和61年）田辺市長に当選。2期務めた。